# العلاقات الألبانية الإيطالية
العلاقات الألبانية الإيطالية هي العلاقات الثنائية التي تجمع بين ألبانيا وإيطاليا.

## مقارنة بين البلدين
هذه مقارنة عامة ومرجعية للدولتين:
| وجه المقارنة                                              | ألبانيا                                                    | إيطاليا                                                  |
| --------------------------------------------------------- | ---------------------------------------------------------- | -------------------------------------------------------- |
| المساحة (كم2)                                             | 28.75 ألف                                                  | 301.34 ألف                                               |
| عدد السكان (نسمة)                                         | 3.02 مليون                                                 | 60.60 مليون                                              |
| الكثافة السكانية (ن./كم²)                                 | 105.04                                                     | 201.1                                                    |
| العاصمة                                                   | تيرانا                                                     | روما، فلورنسا، تورينو                                    |
| اللغة الرسمية                                             | اللغة الألبانية                                            | اللغة الإيطالية                                          |
| العملة                                                    | ليك ألباني                                                 | يورو، ليرة إيطالية                                       |
| الناتج المحلي الإجمالي (بليون دولار)                      | 13.04 مليار                                                | 1.93 تريليون                                             |
| الناتج المحلي الإجمالي (تعادل القوة الشرائية) بليون دولار | 33.17 مليار                                                | 2.26 تريليون                                             |
| الناتج المحلي الإجمالي الاسمي للفرد دولار أمريكي          | 3.94 ألف                                                   | 29.96 ألف                                                |
| الناتج المحلي الإجمالي للفرد دولار أمريكي                 | 11.11 ألف                                                  | 35.46 ألف                                                |
| مؤشر التنمية البشرية                                      | 0.764                                                      | 0.873                                                    |
| رمز المكالمات الدولي                                      | +355                                                       | +39                                                      |
| رمز الإنترنت                                              | .al                                                        | .it                                                      |
| المنطقة الزمنية                                           | توقيت وسط أوروبا، ت ع م+01:00، ت ع م+02:00، أوروبا/تيرانا ‏ | توقيت وسط أوروبا، ت ع م+01:00، ت ع م+02:00، أوروبا/روما ‏ |

## مدن متوأمة
في ما يلي قائمة باتفاقيات التوأمة بين مدن ألبانية وإيطالية:
- ترتبط إلباسان مع تريفيزو باتفاقية توأمة.
- ترتبط فلوره مع بينيفنتو باتفاقية توأمة.
- ترتبط دراس مع باري باتفاقية توأمة.
- ترتبط لوشنيه مع برينديزي باتفاقية توأمة.
- ترتبط جيروكاستر مع كازالي مونفيراتو باتفاقية توأمة.[15][15]
- ترتبط كرويه مع كورتونا باتفاقية توأمة.
- ترتبط شقودرة مع فيرارا باتفاقية توأمة.
- ترتبط كورتشي مع فيرونا باتفاقية توأمة.
- ترتبط تيرانا مع بيانا ديلي ألبانيزي باتفاقية توأمة.
- ترتبط ليجه مع كامبوباسو باتفاقية توأمة.
- ترتبط بيرات مع فيرمو باتفاقية توأمة منذ 8 يوليو 2008.[16][17]
- ترتبط Belsh [الإنجليزية]‏ مع كاستل بولونييزي باتفاقية توأمة.

## منظمات دولية مشتركة
يشترك البلدان في عضوية مجموعة من المنظمات الدولية، منها:
| علم المنظمة | اسم المنظمة                               | تاريخ انضمام ألبانيا | تاريخ انضمام إيطاليا |
| ----------- | ----------------------------------------- | -------------------- | -------------------- |
|             | منظمة التجارة العالمية                    | ?                    | 1995                 |
|             | الأمم المتحدة                             | 14 ديسمبر 1955       | 14 ديسمبر 1955       |
|             | حلف شمال الأطلسي                          | 1 أبريل 2009         | 4 أبريل 1949         |
|             | الاتحاد الدولي للاتصالات                  | 2 يونيو 1922         | 1866                 |
|             | مجلس أوروبا                               | ?                    | 5 مايو 1949          |
|             | يونسكو                                    | 16 أكتوبر 1958       | ?                    |
|             | المنظمة الأوروبية لسلامة الملاحة الجوية   | 2002                 | 1996                 |
|             | الاتحاد البريدي العالمي                   | ?                    | ?                    |
|             | مؤسسة التنمية الدولية                     | 15 أكتوبر 1991       | 24 سبتمبر 1960       |
|             | منظمة حظر الأسلحة الكيميائية              | ?                    | ?                    |
|             | وكالة ضمان الاستثمار متعدد الأطراف        | 15 أكتوبر 1991       | 29 أبريل 1988        |
|             | منظمة الشرطة الجنائية الدولية             | ?                    | ?                    |
|             | مؤسسة التمويل الدولية                     | 15 أكتوبر 1991       | 27 ديسمبر 1956       |
|             | البنك الدولي للإنشاء والتعمير             | 15 أكتوبر 1991       | 27 مارس 1947         |
|             | منظمة الأمن والتعاون في أوروبا            | 19 يونيو 1991        | 25 يونيو 1973        |
|             | المركز الدولي لتسوية المنازعات الاستشارية | 14 نوفمبر 1991       | 28 أبريل 1971        |

## أعلام
هذه قائمة لبعض الشخصيات التي تربطها علاقات بالبلدين:
- أنطونيو غرامشي (22 يناير 1891[23][24] – 27 أبريل 1937[25][26][24])
- أنطونيو كاندريفا (لاعب كرة قدم إيطالي، 28 فبراير 1987[27] – )
- ايمانويل ندوج (لاعب كرة قدم إيطالي، 20 نوفمبر 1996[28] – )
- توركواتو كارديلي (دبلوماسي إيطالي، 24 نوفمبر 1942 – )
- فيدريكو زينوني (لاعب كرة قدم ألباني، 19 يناير 1997 – )
- كاستريوت ديرماكو (لاعب كرة قدم ألباني، 15 يناير 1992[29] – )
- كليمنت الحادي عشر (23 يوليو 1649 – 19 مارس 1721[30][31])
- ماراش كومبولا (لاعب كرة قدم ألباني، 8 فبراير 2000 – )

## وصلات خارجية
- موقع وزارة الخارجية الألبانية
- موقع وزارة الخارجية الإيطالية